# Denis Strebkow
Denis Strebkow (russisch Денис Стребков; englische Transkription Denis Strebkov; * 16. Januar 1990) ist ein professioneller russischer Pokerspieler. Er ist zweifacher Braceletgewinner der World Series of Poker.

## Pokerkarriere

### Werdegang
Strebkow spielt auf der Onlinepoker-Plattform PokerStars unter dem Nickname aDrENalin710. Er gewann insgesamt neun Turniere der World Championship of Online Poker (WCOOP) und ist damit Rekordhalter. Davon sicherte er sich allein fünf Titel bei der WCOOP 2018.
Seine erste Geldplatzierung bei einem Live-Turnier erzielte Strebkow Anfang Oktober 2013 bei der Russian Poker Tour in Kiew. Ende August 2014 belegte er bei einem Turnier der European Poker Tour (EPT) in Barcelona den zweiten Platz und erhielt über 12.000 Euro Preisgeld. Ebenfalls Zweiter wurde er Mitte Dezember 2014 bei einem Event der EPT in Prag, was ihm knapp 25.000 Euro einbrachte. Im September 2017 gewann Strebkow bei der partypoker Millions Russia in Sotschi ein Turnier in der gemischten Variante H.O.R.S.E. und erhielt eine Siegprämie von 22.350 US-Dollar. Im Jahr 2019 war er erstmals bei der World Series of Poker (WSOP) im Rio All-Suite Hotel and Casino am Las Vegas Strip erfolgreich und erzielte sieben Geldplatzierungen. Er erreichte zwei Finaltische für Preisgelder von mehr als 230.000 US-Dollar und gewann anschließend ein Turnier in H.O.R.S.E., wodurch sich Strebkow eine Siegprämie von über 200.000 US-Dollar sowie ein Bracelet sicherte. Bei der WSOP 2021 entschied er ein Event in Big Bet Mix für sich und erhielt sein zweites Bracelet sowie über 115.000 US-Dollar.
Insgesamt hat sich Strebkow mit Poker bei Live-Turnieren mehr als 800.000 US-Dollar erspielt.

### Braceletübersicht
Strebkow kam bei der WSOP achtmal ins Geld und gewann zwei Bracelets:
| Jahr | Buy-in (in $) | Turnier             | Teilnehmer | Preisgeld (in $) |
| ---- | ------------- | ------------------- | ---------- | ---------------- |
| 2019 | 3000          | H.O.R.S.E.          | 301        | 206.173          |
| 2021 | 2500          | Mixed Big Bet Event | 212        | 117.898          |